# موآسیر اسکیلر
موآسیر اسکیلر (انگلیسی: Moacyr Scliar؛ ۲۳ مارس ۱۹۳۷ – ۲۷ فوریهٔ ۲۰۱۱) یک نویسنده، پزشک، روزنامه‌نگار، و پدیدآور اهل برزیل بود. او که در خانواده یهودی مهاجر از بیسارابیا متولد شده بود بیشتر آثارش بر مسائلی چون هویت یهودی و دور افتادگی از موطن اصلی متمرکز بود. او بیش از ۱۰۰ کتاب رمان، داستان کوتاه، مجموعه مقاله، داستان کودکان به زبان پرتغالی منتشر کرد و آثارش به انگلیسی، آلمانی، فرانسوی، اسپانیولی، ایتالیایی، عبری، دانمارکی ترجمه شده است. رمان پلنگ‌های کافکا که برنده جایزه ادبیات سائوپائولو شد، به فارسی ترجمه شده است.